# 瀨長龜次郎
瀨長龜次郎（1907年6月10日—2001年10月5日），日本沖繩縣左翼政治家，出生於沖繩縣島尻郡豐見城村（今豐見城市）我那霸。

## 生平
1946年，瀨長擔任《宇流麻新報》（今《琉球新報》）社長。1947年，瀨長組織沖繩人民黨，在美國軍政府壓力下辭去社長之職。此後經營雜貨店，並擔任沖繩人民黨書記長。1952年當選琉球政府立法院議員，拒絕宣誓，以抗議美國的軍事佔領。
1954年，瀨長因沖繩人民黨事件被逮捕入獄，服刑2年。出獄後當選那霸市市長，但因為反美，美國派遣的琉球高級專務員詹姆斯·爱德华·摩尔中將發佈「瀨長布令」將他革職。不過他在琉球人心中威望很高。
1967年12月，「瀨長布令」被廢除，瀨長恢復被選舉權。1968年立法院議員總選舉中，瀨長再次當選立法院議員。1970年，當選日本眾議院議員，此後連任7屆。沖繩返還後，擔任日本共產黨副委員長。1990年從政壇退隱。2001年10月5日因肺炎逝世。
2013年3月1日，瀨長紀念館「不屈館」在那霸市開館。

## 外部連結
- （日語） 瀬長亀次郎資料集_MESSAGE
- （日語） 不屈館官方網站 （页面存档备份，存于）